# Jack Carter (acteur, 1902-1967)
Pour les articles homonymes, voir Carter et Jack Carter.
Jack Carter, né le 23 juin 1902 en Géorgie et mort le 9 novembre 1967, est un acteur américain.

## Biographie

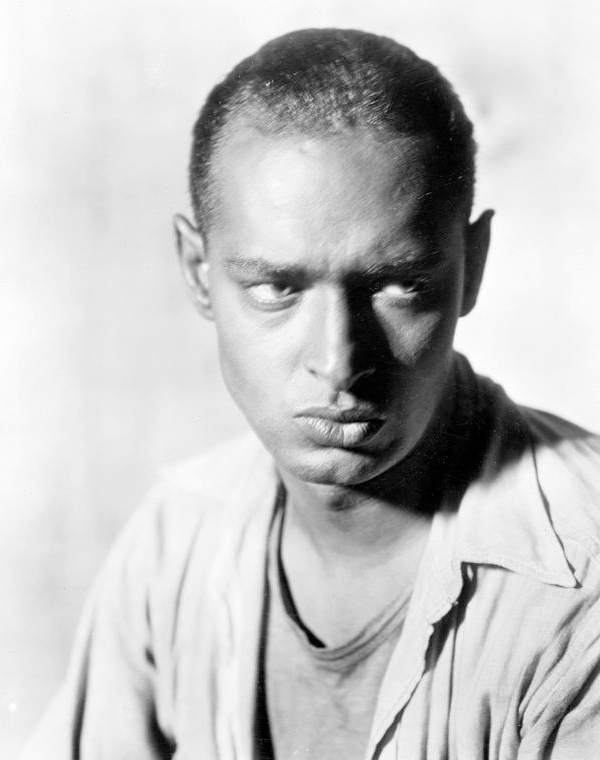
En 1927 à Broadway, dans Porgy (rôle de Crown)

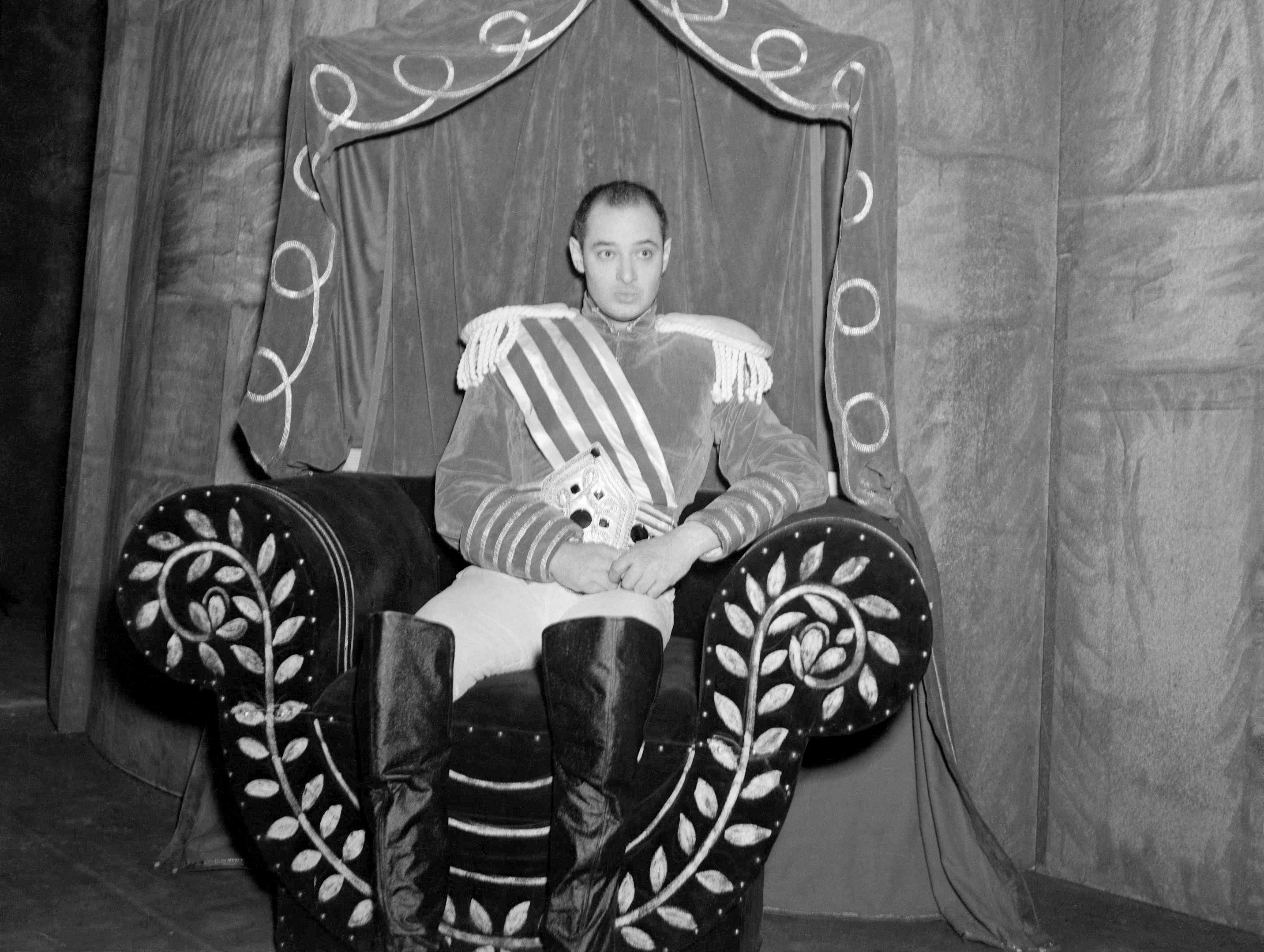
En 1936 à Broadway, dans Macbeth (rôle-titre)

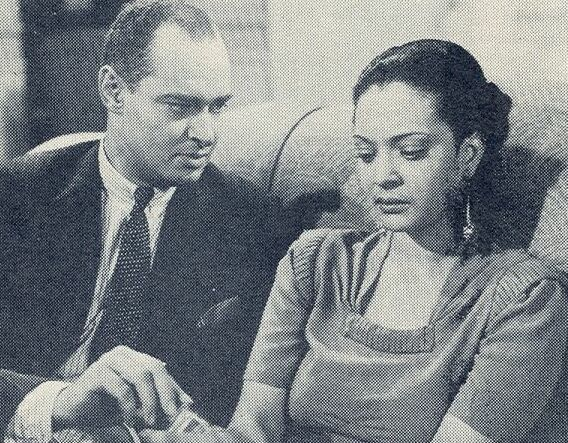
Avec Nina Mae McKinney, dans The Devil's Daughter (1939)

Jack Carter débute au théâtre et joue notamment à Broadway (New York) dès 1927, où sa première pièce notable est Porgy de Dorothy et DuBose Heyward (1927-1928, puis reprise en 1929, avec Frank Wilson dans le rôle-titre et Evelyn Ellis).
En 1936, il tient le rôle-titre dans Macbeth de William Shakespeare, adaptée et mise en scène par Orson Welles qui transpose l'action aux Caraïbes, la pièce étant également connue sous le titre de Voodoo Macbeth (en) (Canada Lee y personnifie Banco). Sa pièce suivante également mise en scène par Orson Welles (qui interprète le rôle-titre, lui-même incarnant Méphistophélès) est La Tragique Histoire du docteur Faust de Christopher Marlowe (1937).
Toujours à Broadway, il contribue à la comédie musicale Singin' the Blues, sur une musique de Jimmy McHugh et Burton Lane (1931, avec Mantan Moreland et Frank Wilson). Après la pièce précitée en 1937, il revient une dernière fois sur les planches new-yorkaises dans la revue Ziegfeld Follies of 1943, représentée en 1943-1944 (avec Milton Berle et Ilona Massey).
Au cinéma, Jack Carter apparaît dans sept films américains (dont cinq Race films), le premier étant Charlie Chan's Courage d'Eugene Forde et George Hadden (1934, avec Warner Oland et Donald Woods). Ultérieurement, citons The Devil's Daughter (en) d'Arthur H. Leonard (1939, avec Nina Mae McKinney) et Agent secret d'Herman Shumlin (1945, avec Charles Boyer et Lauren Bacall).
Son dernier film sort en 1948, après quoi il se retire définitivement de l'écran.

## Théâtre à Broadway (intégrale)
(pièces, sauf mention contraire)
- 1927 : Goat Alley d'Ernest Howard Culbertson : un policier
- 1927-1928 : Porgy de Dorothy et DuBose Heyward, mise en scène de Rouben Mamoulian : Crown (rôle repris en 1929)
- 1931 : Singin' the Blues, comédie musicale, musique de Jimmy McHugh et Burton Lane (orchestrée par Robert Russell Bennett), lyrics d'Harold Adamson et Dorothy Fields, livret de John McDowan : Dave Crocker
- 1934 : Stevedore de Paul Peters et George Sklar : Lonnie Thompson
- 1936 : Macbeth (ou Voodoo Macbeth) de William Shakespeare, adaptation et mise en scène d'Orson Welles : rôle-titre
- 1937 : La Tragique Histoire du docteur Faust (Dr. Faustus) de Christopher Marlowe, mise en scène d'Orson Welles : Méphistophélès
- 1943-1944 : Ziegfeld Follies of 1943, revue, musique de Ray Henderson et Dan White, lyrics de Jack Yellen et Buddy Burston, sketches de divers auteurs, chorégraphie de Robert Alton : un danseur (remplacement en cours de production)

## Filmographie complète
- 1934 : Charlie Chan's Courage d'Eugene Forde et George Hadden : Victor Jordan
- 1939 : The Devil's Daughter d'Arthur H. Leonard : Philip Ramsey
- 1939 : Straight to Heaven d'Arthur H. Leonard : Stanley Jackson
- 1942 : Take My Life d'Harry M. Popkin : Sergent Holmes
- 1945 : Agent secret (Confidential Agent) d'Herman Shumlin : un chanteur
- 1947 : Sepia Cinderella d'Arthur H. Leonard : Ralph
- 1948 : Miracle in Harlem de Jack Kemp : Philip Manley